# Tama (Iowa)
Tama è una città degli Stati Uniti d'America, situata nello Stato dell'Iowa, nella Contea di Tama.